# Golva
La ville de Golva est située dans le comté de Golden Valley, dans l’État du Dakota du Nord, aux États-Unis. Sa population s’élevait à 61 habitants lors du recensement de 2010, estimée à 67 habitants en 2018.

## Démographie
| 1950 | 1960 | 1970 | 1980 | 1990 | 2000 |
| ---- | ---- | ---- | ---- | ---- | ---- |
| 174  | 162  | 104  | 101  | 101  | 106  |

| 2010 | - | - | - | - | - |
| ---- | - | - | - | - | - |
| 61   | - | - | - | - | - |

## Source
- (en) Cet article est partiellement ou en totalité issu de l’article de Wikipédia en anglais intitulé « Golva, North Dakota » (voir la liste des auteurs).